# 阻塞気球

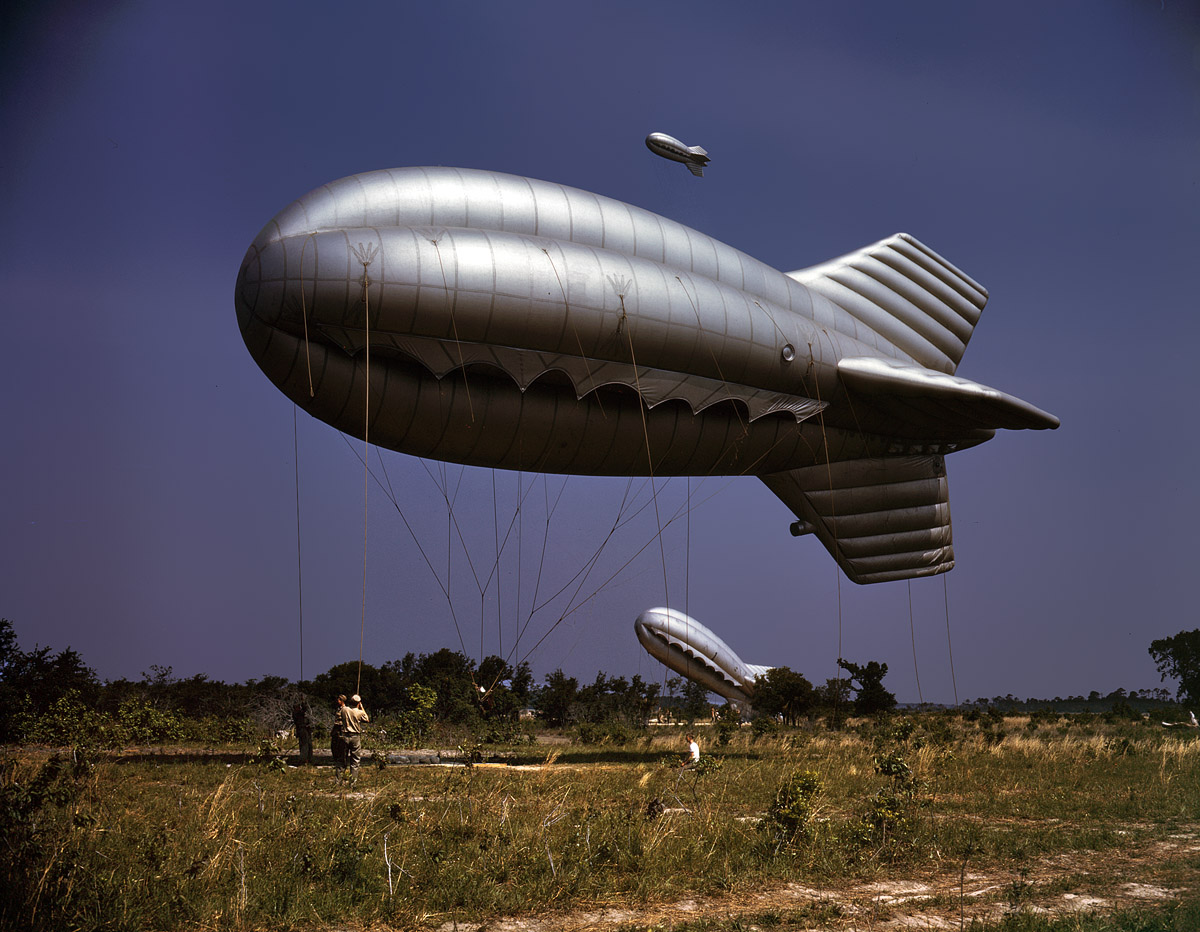
アメリカ海兵隊の阻塞気球（1942年5月）

阻塞気球（そさいききゅう、英語: barrage balloon）もしくは防空気球とは、ケーブルで係留された気球で、飛行機による低空からの攻撃を防ぐために（敵機がケーブルに衝突するか、少なくとも攻撃が困難になるように）使用される。敵機を確実に破壊するため、少量の爆発物を付けたものもあった。通常、阻塞気球は低空飛行する飛行機に対してのみ使用される。あまり高度を上げるとケーブルの重さが実用性を損なうからである。

## 第二次世界大戦

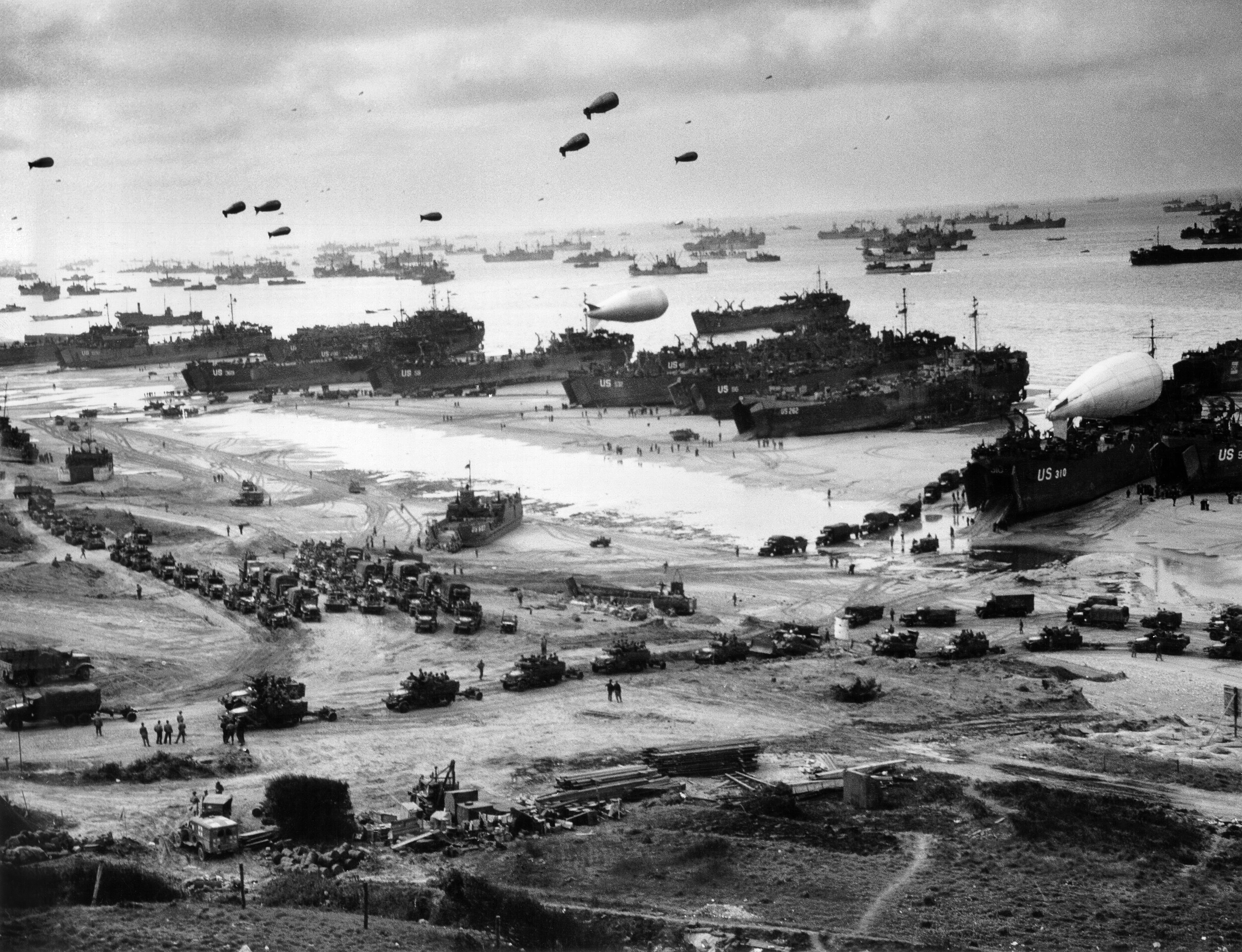
ノルマンディー上陸作戦中に荷降ろしをする船団。阻塞気球に注目。

1938年、都市や要地（工業地帯、港など）を守るためにイギリス空軍気球軍団が創設された。阻塞気球は、5000フィート（1,500 m）以下の高度にある急降下爆撃機を、より高くへ、つまり高射砲火の集中する高度まで追い上げるよう設置される。高射砲は、低空を高速度で飛ぶ飛行機を捕捉するほど素早く動かすことができないからである。1940年代の半ばまでには千四百の阻塞気球が作られ、そのうち三分の一以上はロンドン周辺に置かれた。
1939年9月6日、ドイツ空軍は第二次世界大戦開戦後、初の対イギリス空襲をチャタムを目標に実行したが、チャタム上空に濃密に展開していた阻塞気球のため引き返したとされる。
急降下爆撃機は、ゲルニカやロッテルダムでの例が証明するように、無防備な目標に対しては極めて効果的である。しかしその一方、戦闘機（要撃機）の攻撃には非常に弱く、イギリス空軍が効果的な対策を採ったためにドイツによるイギリスへの急降下爆撃はすぐに中止された。阻塞気球は、急降下爆撃機に取って代わった高空を飛ぶ爆撃機（水平爆撃機）に対してはあまり役に立たないことが証明されたが、1944年に3,000個近くになるまで製造は続けられた。これらの阻塞気球はV1飛行爆弾（通常2000フィートもしくはそれ以下の高度で飛ぶが、翼に対・阻塞気球用のワイヤーカッターを持つ）に対しても多少の成果を挙げた。公式記録では、231機のV1が阻塞気球によって破壊されたことになっている。
多くの爆撃機が阻塞気球のケーブルを切るための機構を備えていた。イギリスは莫大な数の阻塞気球を使ったので、ドイツはケーブル切断装置を最高の水準まで発達させたのである。これらの機構は、主翼前縁に取付けるC形状をした小さな装置で成り立っていた。翼に触れて滑っていくケーブルがこの装置に触れた時、これは小型の爆薬を撃発させ、ブレードを動かしてケーブルを切る。ドイツ側が幾度か阻塞気球を使用したため、イギリス製の爆撃機もケーブルカッターを装備していた。
イギリスでは気球に2点の工夫を加えた。「ダブルパラシュートリンク」（DPL）と「ダブルパラシュート/リッピング」（DP/R）である。前者は敵爆撃機がケーブルに引っかかった際の衝撃で撃発し、その部位のケーブルは爆発によって完全に切り離される。ただし、このケーブルには両端にパラシュートが装着されている。このケーブルの重量とパラシュートの抵抗によって航空機を墜落させる。後者はもし気球が偶発的に解放されてしまった際の、気球の保全を目的としていた。重い係留ケーブルは気球から分離され、パラシュートに吊り下がって地面へと降りる。また同時に、気球からはパネルがむしり取られ、気球がしぼんで地上へとひとりでに落ちてくることとなる。
ソビエト連邦ではクレムリンを空襲から守るため、モスクワ市内の3箇所に300を超える阻塞気球（気球バリケード）が設置された。ロシア・ビヨンド日本語版によると、気球の高さはロンドンなどに比べて遥かに高い4,000メートルであったという。
イタリア軍はタラント軍港の防備のために阻塞気球を配置していたが、航空母艦（空母）から発進したイギリス海軍機は低高度からの雷撃を行ったためタラント空襲を防ぐことが出来ず、停泊艦艇に多大な被害を受けた。
日本では太平洋戦争時に本土で使用されたほか、1945年（昭和20年）にイギリス軍が当時日本の占領下にあったパレンバン油田・製油所などに対して行った「メリディアン作戦」では、イギリス軍の戦闘機2機が日本軍が設営した阻塞気球に引っかかり撃墜されたことが確認されている。日本軍における呼称は「防空気球」で、陸軍は九三式防空気球、一式防空気球、二式防空気球を使用した。海軍では四式防空気球の他に、浮揚ガスの供給が滞った気球に代わるものとして、防空凧といった阻塞用の凧も用いられた。

## 欠点
阻塞気球にはその価値以上の難点もあった。1942年にカナダ軍とアメリカ軍は、両国の国境にあるセントマリー川の閘門と水路を、予測されうる攻撃から守る共同作戦を始めた。同年8月と9月の激しい嵐の間、阻塞気球の一部が失われ、その係留用ケーブルが送電線をショートさせて鉱業と製造業に深刻な被害をもたらした。特に、戦時に重要である金属の生産が打撃を受けた。カナダの軍事史資料にはこの出来事が「極めて深刻なことに、『10月事故』による損失は鋼鉄が400トンと鉄合金が10トンだと見積もられている」と記録されている。
これらの事故の後、冬季には阻塞気球を収納し、空襲警報が出た時にのみ、待機していた展開班が阻塞気球を展開するという新たな手順が導入された。

## 2022年ロシアのウクライナ侵攻
2022年ロシアのウクライナ侵攻に於いて、ウクライナ側の反撃で飛行ドローンが多用されるようになった為、ロシア軍は攻撃目標と想定される拠点で阻塞気球を使用する例が見られた。